# Овадув (Мазовецьке воєводство)
Овадув (пол. Owadów) — село в Польщі, у гміні Ястшембія Радомського повіту Мазовецького воєводства.
Населення — 545 осіб (2011).
У 1975-1998 роках село належало до Радомського воєводства.

## Демографія
Демографічна структура станом на 31 березня 2011 року:
|          | Загалом | Допрацездатний вік | Працездатний вік | Постпрацездатний вік |
| -------- | ------- | ------------------ | ---------------- | -------------------- |
| Чоловіки | 266     | 63                 | 180              | 23                   |
| Жінки    | 279     | 63                 | 173              | 43                   |
| Разом    | 545     | 126                | 353              | 66                   |